# 博蒙特島
博蒙特島（英語：Beaumont Island），是南極洲的島嶼，位於葛拉漢地西岸的法利埃海岸，距離森圖里翁冰川終點0.7公里，在1936年由英國探險隊測量，現時由南極條約體系管理。